# الغنية عن الكلام وأهله (كتاب)
كتاب الغنية عن الكلام وأهله هو كتاب صنفه أبو سليمان الخطابي (319 هـ - 388 هـ / 931م - 988م) للرد على المُشتَغِلين بعلم الكلام، حيث صنفه استجابة لطلب أحد إخوانه،  فقام بذكر حجج المتكلمين والرد عليها وتفنيدها وبيان الأدلة على ذلك، ويعد الكتاب من المراجع في الرد على المتكلمين، حيث أرود ابن تيمية مقدمة كتاب الغنية في كتابه بيان تلبيس الجهمية، وأورد السيوطي قسمًا منه في صون المنطق والكلام عن فن المنطق والكلام.

## سبب التأليف
ألف أبو سليمان الخطابي الكتاب استجابةً لطلب أحد إخوانه، فقال في مقدمة الكتاب:
| الغنية عن الكلام وأهله (كتاب) | عصمنا الله وإياك أخي من الأهواء المضلة والآراء المغوية والفتن المحيرة ورزقنا وإياك الثبات على السنة والتمسك بها ولزوم الطريقة المستقيمة التي درج عليها السلف وانتهجها بعدهم صالحو الخلف وجنبنا وإياك مداحض البدع وبنيات طرقها العادلة عن نهج الحق وسواء الواضحة وأعاذنا وإياك من حيرة الجهل وتعاطي الباطل والقول بما ليس لنا به علم والدخول فيما لا يعنينا والتكلف لما قد كفينا الخوض فيه ونهينا عنه ونعمنا وإياك بما علمنا وجعله سببا لنجاتنا ولا جعله وبالا علينا برحمته | الغنية عن الكلام وأهله (كتاب) |

## الاستشهاد بالكتاب
أرود ابن تيمية مقدمة كتاب الغنية في كتابه بيان تلبيس الجهمية، كما لخصه في كتاب درء تعارض العقل والنقل، وقال ابن تيمية:
| الغنية عن الكلام وأهله (كتاب) | وقد اعتمد القاضي أبو يعلي في كتابه عيون المسائل الذي صنفه في الخلاف مع المعتزلة والأشعرية على كتاب الخطابي الغنية | الغنية عن الكلام وأهله (كتاب) |

ونقل ابن تيمية عن القاضي أبي يعلي قوله: «اعترض بعض الناس على الخطابي في الغنية»، ثم أورد الاعتراضات عليها، ورد عليها ابن تيمية .
وأورد السيوطي قسمًا منه ولخصه في صون المنطق والكلام عن فن المنطق والكلام.
كما ورد ذكر كتاب الغنية في:
- قائمة الكتب التي دخل بها الخطيب البغدادي دمشق[9]
- معجم الأدباء[10]
- طبقات الشافعية ليحيى بن شرف النووي[11]
- طبقات الشافعية الكبرى لتاج الدين السبكي[12]